# 東啟德體育館
東啟德體育館（英語：Kai Tak East Sports Centre）是一間位於香港九龍新蒲崗六合街30號的體育場館，由康樂及文化事務署管理，於1973年3月1日啟用，是香港現存最舊的體育場館。因此，政府計劃斥資16億港元重建該體育館及周邊用地。為此，東啟德遊樂場於2022年5月31日起關閉，以配合工程。而發展局於2022年4月27日向立法會提交的文件顯示，預算工程撥款可稍為削減至14.33億港元，其中6.18億港元用以興建新體育館。